# Greg Gianforte
Greg Gianforte (* 17. dubna 1961 San Diego) je americký podnikatel a také politik za Republikánskou stranu. V letech 2017 až 2020 byl poslancem Sněmovny reprezentantů Spojených států amerických za Montanu. Ve volbách v roce 2020 byl následně zvolen guvernérem Montany, znovuzvolen byl poté i v roce 2024.
V roce 2017 byl zvolen kongresmanem v doplňovacích volbách, které se konaly po jmenování republikána Ryana Zinkeho ministrem vnitra a jeho rezignací na tento mandát. Gianforte vyhrál nad demokratickým kandidátem Robem Quistem v poměru 49,9 % ku 44,4 %. Ve volbách v roce 2018 obhájil proti demokratické kandidátce Kathleen Williamsové v poměru 50,9 % ku 46,3 %. Ve volbách v roce 2020 se rozhodl neobhajovat křeslo kongresmana a místo toho kandidovat na pozici guvernéra Montany. Dosavadní demokratický guvernér Steve Bullock již nemohl znovu kandidovat (místo toho kandidoval za Montanu do Senátu, ale tam proti Stevemu Dainesovi prohrál), za Demokratickou stranu proto kandidoval Mike Cooney. Toho Gianforte porazil poměrem 54,1 % proti 42,1 %.